# Palmwier
Palmwier (Palmaria palmata) is een roodwier uit de familie Palmariaceae. De soort groeit langs de noordelijke kusten van de Atlantische en Grote Oceaan. Hij wordt hier en daar gebruikt als snack-voedsel. In IJsland, waar hij söl genoemd wordt, is het door de eeuwen heen een belangrijke bron van vezels geweest.

## Beschrijving
De diep rood/bruin/paars gekleurde platte bladeren (ongeveer 30 cm lang) groeien direct vanaf de houvast en zien eruit als een waaiende palm.
Palmwier hecht zich met een discoïde (schijfvormige) voet aan het steelachtige gedeelte van Laminaria of aan rotsen. Het heeft een korte steel; de varenachtige randen van de bladeren zijn variabel en variëren in kleur van diep-roze tot rood-paars en hebben een leerachtige textuur. Het platte blad wordt langzaam breder en verdeelt zich in brede segmenten die tot 50 centimeter lang kunnen worden en 3–8 cm breed. Deze kunnen platte haakvormige uitgroeiingen hebben aan de uiteinden. Palmwier vertoont overeenkomsten met Dilsea carnosa. Dilsea is echter leerachtiger, met bladeren tot 30 centimeter lang en 20 cm breed. Het is niet vertakt zoals palmwier en heeft geen uitgroeiingen of vertakkingen aan de uiteinden van de varenachtige bladeren. Oudere bladen kunnen echter wel splitsen.

## Geschiedenis
De eerste vermelding van deze soort is door monniken van St Columba die het al zo’n 1400 jaar geleden oogstten.

## Vindplaats
Palmaria palmata is de enige Palmaria-soort die gevonden wordt aan de Atlantische kust van Europa, dat wil zeggen aan de kusten van Portugal tot de Baltische kusten, de kust van IJsland en de Deense Faeröer eilanden. Het groeit ook aan de Arctische kusten van Rusland en Canada, Atlantisch Canada, Alaska, Japan en Korea. De vondsten in Californië betreffen een andere soort: Palmaria mollis.

## Oogst
De oogst vindt plaats van juni tot september. Er kan met de hand geplukt worden bij laag water. Kleine slakjes, stukjes schelp en andere deeltjes kunnen worden afgeschud of afgespoeld. Palmwier kan dan uitgespreid worden om te drogen. Sommige plukkers keren het een keer en rollen het vervolgens in grotere balen om later verpakt te worden. In sommige landen wordt het ook als veevoer gebruikt. Palmwier wordt in Ierland, IJsland, de Atlantische kusten van Canada en de Verenigde Staten zowel als voedsel als medicijn gebruikt. Ook in Nederland wordt palmwier steeds populairder. Het is verkrijgbaar in natuurvoedingswinkels en bij vishandelaren. Het kan besteld worden via plaatselijke distributeurs of via het internet.

## Gebruik

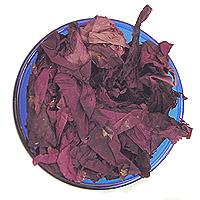
Palmwier of dulse.

Vers palmwier kan zo van de rots gegeten worden, voordat het gedroogd is. Zongedroogd palmwier wordt meestal onbewerkt gegeten of het wordt vermalen tot vlokken of poeder. Gedroogd palmwier kan worden gefrituurd; het zet dan uit zoals kroepoek en het heeft dan de smaak van gebakken "zilte" bacon.
In IJsland wordt het gegeten met boter. Het kan ook even in de koekenpan gebakken worden, of in de oven, bedekt met kaas, of met salsa, of gewoon even in de magnetron. Het kan toegevoegd worden aan soep, stoofschotels, sandwiches en salades, of als ingrediënt van pizza of brooddeeg. Fijngesneden kan het mononatriumglutamaat of Ve-tsin vervangen als smaakversterker in vleesschotels als chili. Palmwier wordt in Rusland gebruikt om een alcoholische drank van te maken.

## Smaak
De smaak van palmwier wordt omschreven als vol en rokerig en wordt wel vergeleken met de smaak van zoute bacon. Het roodwier smelt bijna in de mond; de beet is zacht en taai. Een mengsel van palmwier met zeesla noemt men wel "zeepeterselie".

## Voedingswaarden
Palmwier is een goede bron van mineralen en vitaminen in vergelijking met andere groenten. Het bevat alle spoorelementen die mensen nodig hebben en het heeft een hoog gehalte proteïne. Palmwier bevat jodium, wat struma (krop) helpt voorkomen.

## Infecties, gallen, misvormingen en ziektes
Gallen, mogelijk geproduceerd door nematoden, copepoden (roeipootkreeftjes) en bacteriën staan erom bekend dat ze zich op deze alg manifesteren. Aantasting door andere organismen veroorzaken een soort littekenweefsel.